# Nils Gabriel Sefström
Nils Gabriel Sefström (2. lipnja 1787. – 30. studenog 1845.) bio je švedski kemičar, zaslužan za ponovno otkriće vanadija.

## Životopis
Sefström je bio student Jönsa Jakoba Berzeliusa te je, tijekom proučavanja lomljivosti čelika 1830., ponovno otkrio novi kemijski element kojeg je nazvao vanadij.
Vanadij je prvi otkrio Andrés Manuel del Río Fernández 1801. godine te ga je nazvao erythronium. Sefström je kasnije potvrdio da su vanadij i erythronium ista tvar.
Sefström je od 1815. bio član Švedske kraljevske akademije znanosti.